# اللواء 2 حرس حدود (اليمن)
اللواء 2 حرس حدود هو لواء مشاة يمني يتبع قوات حرس الحدود ويتمركز في منطقة الملاحيظ بمحافظة حجة، ويتبع عمليات المنطقة العسكرية الخامسة.

## القادة
| م                      | القائد | بداية | نهاية | المدة |
| ---------------------- | ------ | ----- | ----- | ----- |
| 1 علي عمر سعيد الكازمي |        |       |       |       |
| 2                      |        |       |       |       |